# Nationale centrale stad

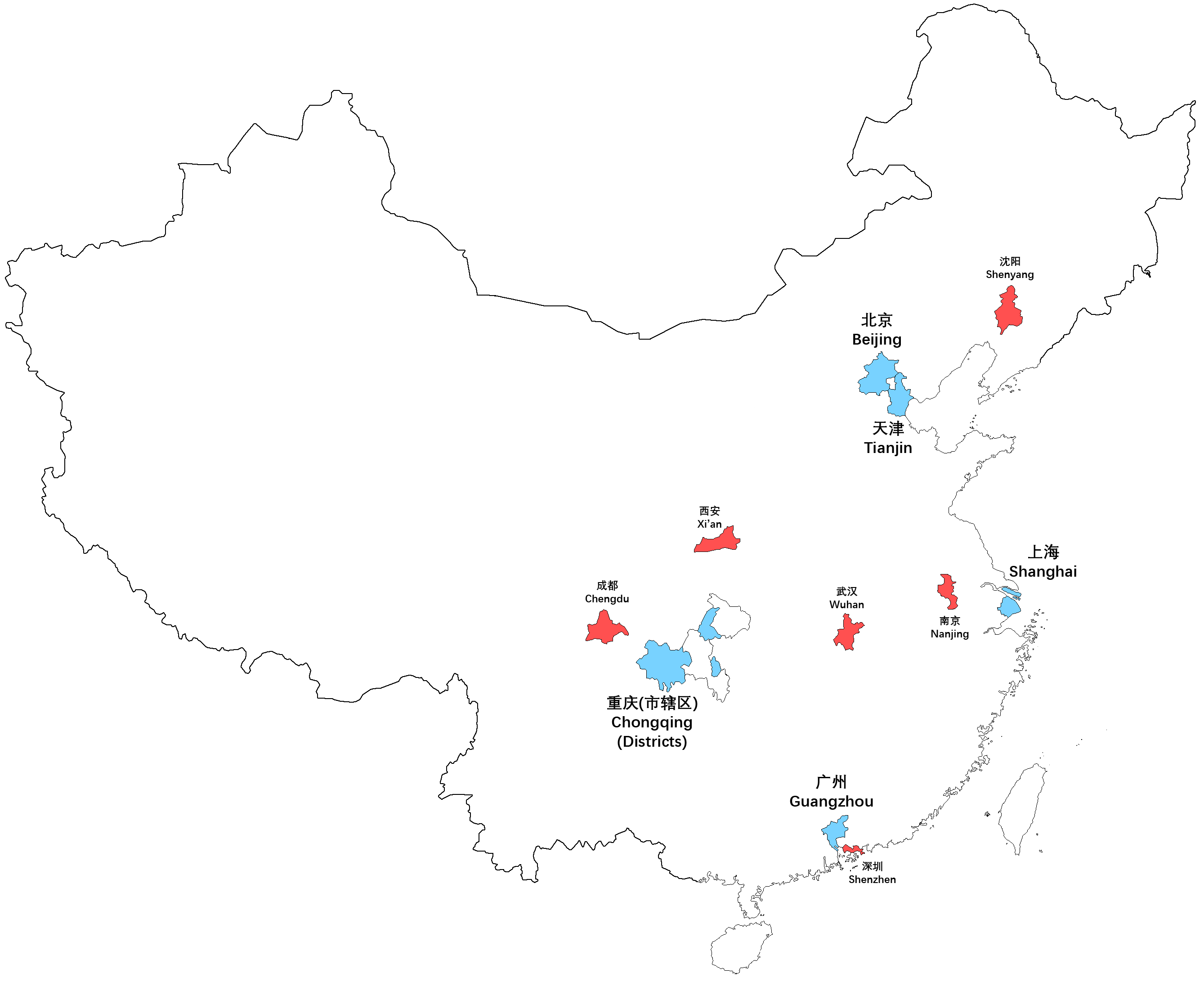
Kaart van de eerste vijf nationale centrale steden in China (2010)

De nationale centrale stad (vereenvoudigd Chinees: 国家中心城市; traditioneel Chinees: 國家中心城市; pinyin: guójiā zhōngxīn chéngshì) is een concept dat in 2005 werd voorgesteld door het Ministerie van Volkshuisvesting en Stedelijke-plattelandsontwikkeling van de Volksrepubliek China als een eerste stap in de hervorming van de stadsontwikkeling. Nationale centrale steden worden beschreven als een groep van steden die de leiding hebben bij het ontwikkelen en uitvoeren van taken op politiek, economisch en cultureel gebied.
In februari 2010 heeft het ministerie een "Nationaal stedelijk systeemplan" uitgebracht, waarin vijf grote steden werden aangewezen, Peking en Tianjin in de Bohai economische rand, Shanghai in de Yangtzerivierdelta, Guangzhou in de Parelrivierdelta, en ten slotte Chongqing in het zuidwesten van China.
Nationale centrale steden hebben een invloedssfeer met een grote impact op de omliggende steden op gebieden zoals de integratie van diensten op terreinen zoals infrastructuur, financiën, openbaar onderwijs, sociale zekerheid, sanitaire voorzieningen, zakelijke vergunningen en stedenbouw. Het ministerie maakt ook melding van regionale centrale steden, waaronder Shenzhen, Nanjing, Wuhan, Shenyang, Chengdu en Xi'an.
Vier regionale centrale steden werden vanaf 2016 ook tot nationale centrale stad gepromoveerd. Chengdu verwierf de status in mei 2016, Wuhan en Zhengzhou volgden in december 2016 en Xi'an in februari 2018, wat het aantal op negen bracht.
Ook andere steden plannen een groeipad naar deze status. Reeds in juni 2010 gaf de gemeentelijke regering van Shenyang aan dat men medio 2020 van plan is om Shenyang voor te stellen als een nationale centrale stad, dit nadat de stad volgens verwachting 12 miljoen inwoners zal hebben bereikt.

## Lijst van de oorspronkelijke nationale centrale steden
| Divisie          | Totaal BNP (2009)                         | Per hoofd (2009)       | Bevolking (2008)       | Oppervlakte (km²) | Dichtheid (km²) | Economische zone                    | Beeld |
| ---------------- | ----------------------------------------- | ---------------------- | ---------------------- | ----------------- | --------------- | ----------------------------------- | ----- |
| Peking (Beijing) | EUR€ 243,238 miljard CN¥ 1,18659 biljoen  | EUR€ 14.468 US$ 15.638 | 15.810.000             | 16.801,25         | 1.309,4         | Bohai economische rand              |       |
| Chongqing        | EUR€ 85,079 miljard CN¥ 652,872 miljard   | EUR€ 8.531 US$ 9.221   | 31.442.300 (provincie) | 82.300,00         | 382,0           | Economische zone Westdriehoek       |       |
| Guangzhou        | EUR€ 118,753 miljard CN¥ 911,276 miljard  | EUR€ 15.621 US$ 16.884 | 7.841.695              | 7.434,40          | 1.055,0         | Economische zone Parelrivierdelta   |       |
| Shanghai         | EUR€ 194,182 miljard CN¥ 1,490093 biljoen | EUR€ 15.435 US$ 16.683 | 18.450.000             | 7.037,00          | 3.298,3         | Economische zone Yangtzerivierdelta |       |
| Tianjin          | EUR€ 97,737 miljard CN¥ 750,08 miljard    | EUR€ 10.609 US$ 11.467 | 11.519.000             | 11.760,00         | 1.044,4         | Economische zone Bohai              |       |